# Ю Леле
Ю Леле (22 березня 1989) — китайська синхронна плавчиня.
Чемпіонка світу з водних видів спорту 2017 року, призерка 2011 року.
Переможниця Азійських ігор 2010, 2014 років.